# 陌上菅
陌上菅（学名：Carex thunbergii）为莎草科苔草属的植物。分布于日本以及中国大陆的辽宁、黑龙江等地，生长于海拔500米至3,900米的地区，见于湖边潮湿草地，目前尚未由人工引种栽培。